# Makanda
Le village de Makanda est situé dans le comté de Jackson, dans l’Illinois, aux États-Unis.

## Source
- (en) Cet article est partiellement ou en totalité issu de l’article de Wikipédia en anglais intitulé « Makanda, Illinois » (voir la liste des auteurs).